# Tristachya bequaertii
Tristachya bequaertii är en gräsart som beskrevs av De Wild. Tristachya bequaertii ingår i släktet Tristachya och familjen gräs. Inga underarter finns listade i Catalogue of Life.